# فورتونا دوسلدورف
نادي فورتونا دوسلدورف لكرة القدم (بالألمانية: Düsseldorfer Turn- und Sportverein Fortuna 1895) نادي كرة قدم ألماني يلعب في دوري الدرجة الثانية. تم تأسيس النادي في سنة 1895.